# Weichaus

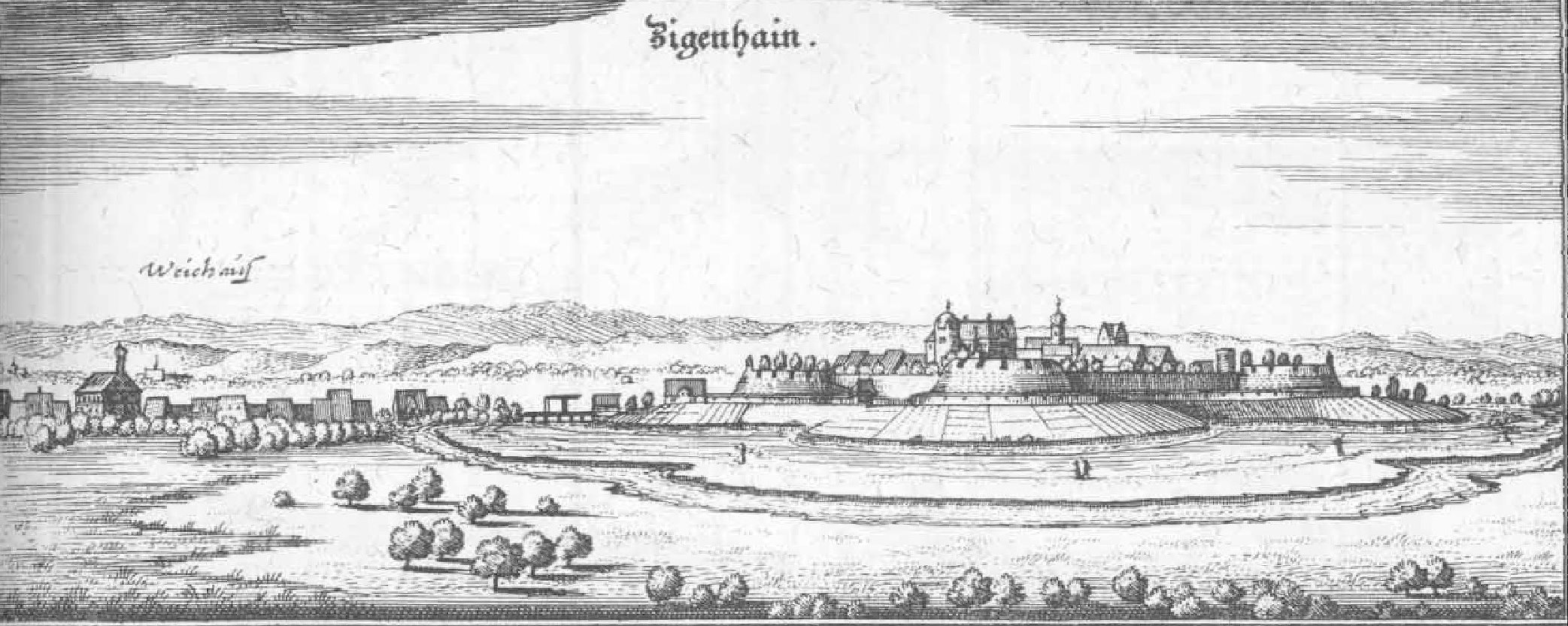
Ziegenhain (rechts) und Weichaus (links) in der Topographia Hassiae von Matthäus Merian 1655

Weichaus war die ehemalige Vorstadt der Wasserfestung Ziegenhain, östlich der Schwalm, wurde dann Teil der Stadt Ziegenhain und ist somit heute Teil eines Stadtteils von Schwalmstadt im nordhessischen Schwalm-Eder-Kreis.

## Lage
Weichaus schließt östlich an den Ziegenhainer Stadtteil Festung an und erstreckt sich entlang der Wiederholdstraße und der Kasseler Straße (beides Teilstücke der Bundesstraße 254).  Die Straße „Weichaus“ liegt am Nordrand der einstigen Vorstadt.

## Geschichte

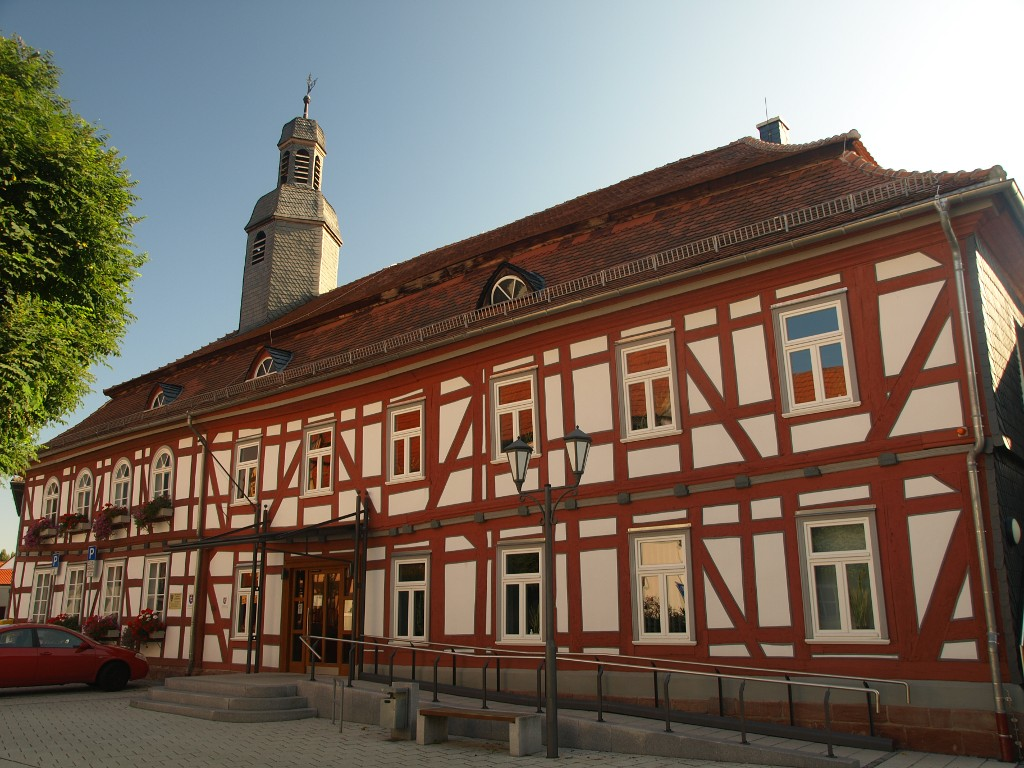
Rathaus von Ziegenhain aus dem Jahr 1842. Der Fachwerkbau diente auch als Bethaus und Vorstadtschule.

Weichaus wurde 1585 erstmals erwähnt, war allerdings zu diesem Zeitpunkt bereits nach Anzahl der Haushaltungen (83 Hausgesesse) größer als Ziegenhain (79 Hausgesesse) selbst.  Der Dreißigjährige Krieg brachte einen Rückgang in der Bevölkerung beider Stadtteile: 1639 gab es noch 60 Haushaltungen in Ziegenhain und 59 in Weichaus. Danach wuchs Weichaus erheblich stärker als Ziegenhain. Im Jahre 1705 wurden 84 Haushaltungen in Ziegenhain, aber bereits 135 in Weichaus gezählt. Im 19. Jahrhundert wuchsen die alten Stadtteile Festung und Weichaus allmählich durch weitere Bebauung zusammen. Erst zu Anfang des 20. Jahrhunderts begann dann eine nennenswerte Stadterweiterung über den Bereich der historischen Stadt und Vorstadt hinaus.
Bis zum Ende des 18. Jahrhunderts war Ziegenhain nur durch das Philippstor im Norden zugänglich. Dies war auch die einzige Verbindung zur Vorstadt Weichaus, aus der man über die Zugbrücken und den Wallgraben in die Festung gelangte.

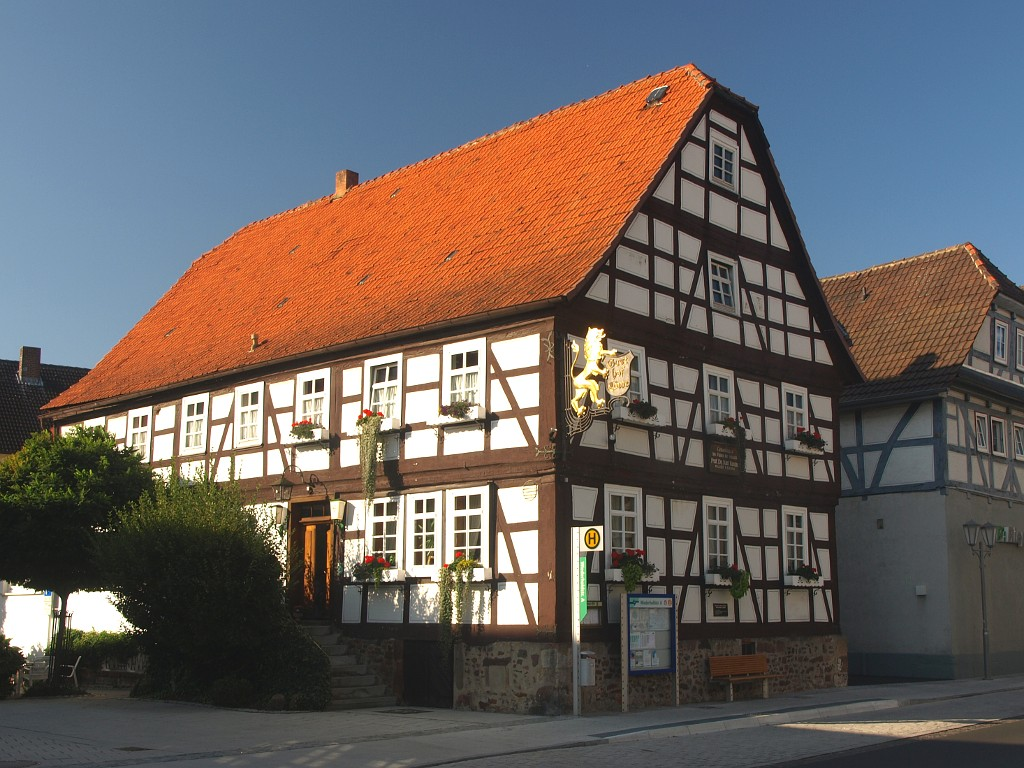
Geburtshaus von Carl Bantzer

Im Jahre 1625 wurde Weichaus mit Wällen, Gräben und zwei Bollwerken befestigt. Dennoch wurde die Vorstadt im Dreißigjährigen Krieg durch Truppen der Katholischen Liga in der ersten Oktoberwoche 1631 eingenommen.  Truppen des Generals Tilly zogen von Fritzlar nach Ziegenhain, wo sie die Vorstadt, in die sich viele Bauern der umliegenden Orte mit ihrem Vieh geflüchtet hatten, plünderten und brandschatzten. Eine in Weichaus liegende Kompanie hessischer Reiter wurde teils getötet, teils gefangen genommen. Einem bei der Plünderung gelegten Feuer fiel die Hälfte des Orts zum Opfer. Daraufhin kamen aus der Festung Ziegenhain hessische Entsatztruppen, jagten die Tilly’schen Leute aus dem Ort, befreiten die gefangenen Bauern und Soldaten und belegten Tillys Leute, von denen etwa 300 gefallen sein sollen, die Nacht hindurch mit Artilleriefeuer. Die Feinde zogen ab und erreichten am 6. Oktober Fulda.
Da der Zugang zur Festungsstadt im Dreißigjährigen Krieg häufig geschlossen war, richtete man 1641 im Gebäude des heutigen Rathauses eine Schule für die Vorstadtkinder ein. Sie wurde erst 1846 geschlossen, als in der Allee, zwischen den alten Stadtteilen Festung und Weichaus, das 1842–1846 erbaute große Schulhaus (die alte Carl-Bantzer-Schule) bezugsfertig war und nunmehr alle Schulkinder aus beiden Stadtteilen aufnahm. Das bisherige Schulgebäude wurde Rathaus der Gesamtstadt.
Koordinaten: 50° 54′ 44″ N, 9° 14′ 35″ O